# Musikjahr 1747
Liste der Musikjahre

◄◄ | ◄ | 1743 | 1744 | 1745 | 1746 | Musikjahr 1747 | 1748 | 1749 | 1750 | 1751 | ► | ►►

Weitere Ereignisse
Dieser Artikel behandelt das Musikjahr 1747.

## Ereignisse

### Sebastian Bach
- Johann Sebastian Bach ist seit dem 30. Mai 1723 Thomaskantor und musikalischer Leiter der Thomaskirche in Leipzig. Von 1729 bis ins Jahr 1741, vielleicht sogar bis 1746, hatte er außerdem die Leitung des 1701 von Georg Philipp Telemann gegründeten Collegium musicum inne.
- In den 1740er Jahren zieht sich Bach – mit wenigen Ausnahmen – von Neukompositionen für die Kirche zurück. Neben Auftragsarbeiten für weltliche Anlässe konzentriert er sich ganz auf umfangreiche Werke für das Cembalo. Auch verschlechtert sich sein Augenlicht immer mehr.
- 00. Mai: Johann Sebastian Bach besucht auf Einladung Friedrichs des Großen, in dessen Hofkapelle Carl Philipp Emanuel Bach als Cembalist angestellt ist, Potsdam und Berlin und spielt auf den dortigen Pianoforti und Orgeln. Er improvisiert über ein vom König vorgegebenes Thema und veröffentlicht anschließend das Musikalische Opfer, eine Sammlung von zwei Fugen, zehn Kanons und einer Triosonate über dieses Thema, die er vom 7. Mai bis 7. Juli komponiert hat.

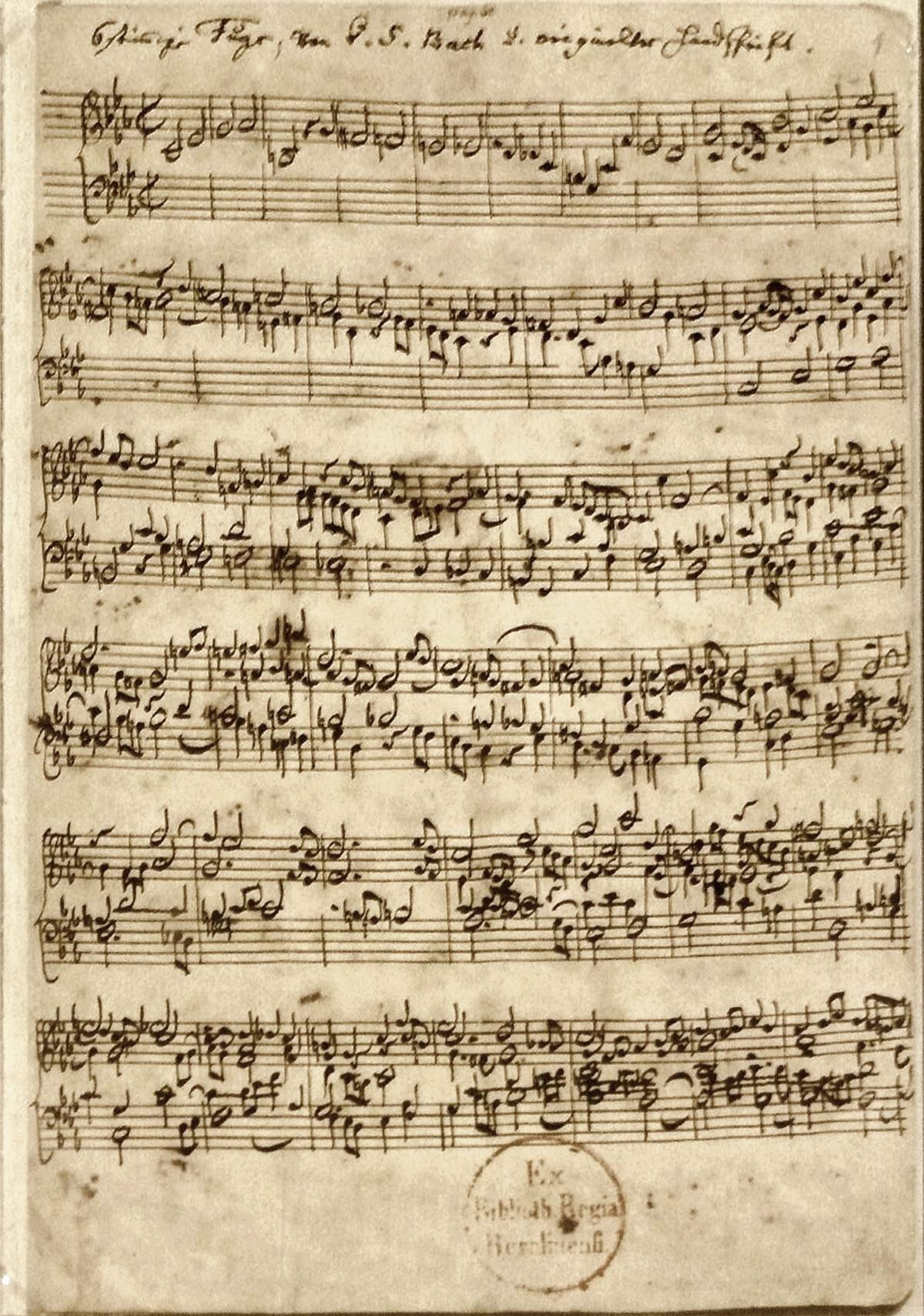
Anfang des sechsstimmigen Ricercars aus dem Musikalischen Opfer (Bachs Autograph)

- Einige canonische Verænderungen über das Weynacht-Lied: Vom Himmel hoch da komme ich her lautet der Titel eines Variationenwerkes, das Bach zu seinem Eintritt in die von Lorenz Christoph Mizler gegründete Correspondierende Societæt der musikalischen Wissenschaften einreicht.

### Georg Friedrich Händel
- Georg Friedrich Händel wohnt seit Juli/August 1723 in London in der 25 Brook Street und bewohnt hier bis zu seinem Tod im Jahr 1759 zwei Stockwerke. Nahezu alle Werke, die seit 1723 entstehen, werden in diesem Haus komponiert. Auch die Vorbereitungen der Aufführungen finden oft im Händelschen Dining Room statt.
- Händel komponiert von 1743 bis 1752 eine durchgehende Reihe von ein bis zwei neuen Oratorien pro Saison, die meisten davon zu Themen aus dem Alten Testament. Noch etliche Zeit versuchen Adelskreise Händel zu Fall zu bringen. „Die ganze Operngesellschaft ist in Rage über Händel“, notiert eine Zeitgenossin. Anders als zu Zeiten der Adelsoper hat er zwar als Oratorienkomponist keine Konkurrenz, aber seine Gegner veranstalten an den Abenden seiner Aufführungen Bälle und Bankette, um ihm zu schaden.
- 01. April: Das Oratorium Judas Maccabaeus von Georg Friedrich Händel hat seine Uraufführung am Theatre Royal in Covent Garden. Das Libretto stammt von Thomas Morell.

### Domenico Scarlatti
- Domenico Scarlatti ist der portugiesischen Prinzessin Maria Bárbara de Bragança, die er am Hofe des frommen und verschwendungssüchtigen Königs Johann V. in Lissabon kennengelernt und als Musiklehrer unterrichtet hatte, nach deren Heirat mit dem spanischen Thronfolger Don Fernando von Asturien (ab 1746 König Ferdinand VI.) nach Spanien gefolgt. Von Oktober 1730 bis 16. Mai 1733 war die Alcázares Reales in Sevilla seine feste Residenz und Wirkungsstätte. Danach zieht der Hof nach Norden in die Umgebung von Madrid, wo er je nach Jahreszeit abwechselnd in den Schlössern Buen Retiro, El Pardo, Aranjuez, La Granja und El Escorial weilt. Scarlatti steht vermutlich weiterhin in den „privaten“ Diensten von Maria Bárbara und scheint sich praktisch ausschließlich dem Cembalo und der Komposition seiner Sonaten zu widmen.
- Spätestens seit 1742 ist Scarlatti mit seiner zweiten aus Cádiz stammenden Frau Anastasia Ximénez verheiratet.

### Georg Philipp Telemann
- Georg Philipp Telemann ist seit 1721 Cantor Johannei und Director Musices der Stadt Hamburg, eines der angesehensten musikalischen Ämter Deutschlands. In diesem Amt verpflichtet sich Telemann zur Komposition von zwei Kantaten wöchentlich und einer Passion pro Jahr, in späteren Jahren greift er allerdings bei seinen Kantaten auf frühere Werke zurück. Daneben komponiert er zahlreiche Musiken für private und öffentliche Anlässe, etwa für Gedenktage und Hochzeiten.

### Weitere biografische Ereignisse
- Anna Philippina Bach (1747–1804), die Tochter von Carl Philipp Emanuel Bach und seiner Frau Johanna Maria Bach, geb. Dannemann, wird geboren.
- Niccolò Jommelli, der auf Vermittlung von Johann Adolf Hasse seit 1745 die Stellung als Direktor des Ospedale degli Incurabili in Venedig innehatte, wendet sich anderen Aufgaben zu.
- Als erstes Werk von Maria Teresa Agnesi Pinottini wird 1747 die Schäferkantate Il ristoro d’Arcadia am Teatro Ducale, dem Vorgänger der Mailänder Scala aufgeführt.
- Nicola Antonio Porpora, seit 1744 Chorleiter am Conservatorio dell’Ospedaletto in Venedig, beendet diese Aufgabe.

### Eröffnungen
- 04. Oktober: Das Schlosstheater Schönbrunn wird eröffnet. Kaiserin Maria Theresia ließ das reich ausgestattete kaiserliche Hoftheater ab 1745 durch Nikolaus Pacassi im rechts an das Schloss Schönbrunn grenzenden Flügel als eines der ersten Schlosstheater Europas erbauen. 20 Jahre später wird es von Johann Ferdinand Hetzendorf von Hohenberg noch einmal umgebaut und vergrößert. Das Schlosstheater dient zunächst als Hausbühne der Habsburger. Hier werden Joseph Haydn und Wolfgang Amadeus Mozart ihre Werke dirigieren und verschiedene Opern von Christoph Willibald Gluck werden hier uraufgeführt.

### Uraufführungen

#### Bühnenwerke

##### Oper
- Um den 15. Januar: Das dramma per musica L’olimpiade von Giuseppe Scolari auf das Libretto von Pietro Metastasio hat am Teatro San Moisè in Venedig Uraufführung.
- 20. Januar: Arianna e Teseo, eine Oper von Giuseppe de Majo auf das Libretto von Pietro Pariati hat Uraufführung im Teatro di San Carlo in Neapel.
- 28. Januar: Am Teatro Argentina in Rom erfolgt die Uraufführung der Oper Didone abbandonata (Die verlassene Dido) von Niccolò Jommelli auf das Libretto von Pietro Metastasio.
- 30. Mai: Die zweite Fassung des Dramma per musica Eumene von Niccolò Jommelli auf das Libretto von Apostolo Zeno wird in Neapel im Teatro San Carlo uraufgeführt.
- 14. Juni: Die Oper La Spartana generosa von Johann Adolf Hasse auf das Libretto von Giovanni Claudio Pasquini wird in der Hofoper in Dresden erstmals aufgeführt.
- 12. Juli: Die Serenata Perché da l’alta reggia von Niccolò Jommelli auf ein Libretto von Flaminio Scarselli hat in Rom im Teatro Argentina Uraufführung.
- 18. Juli: Die Oper Filandro von Nicola Antonio Porpora auf das Libretto von Vincenzo Cassani wird in der Hofoper in Dresden uraufgeführt.
- 28. September: Die Pastorale Daphnis et Chloé von Joseph Bodin de Boismortier auf das Libretto von Pierre Laujon wird in Paris an der Académie royale de musique uraufgeführt.
- 05. Oktober: Uraufführung der Oper Achille in Sciro von Giovanni Battista Runcher auf ein Libretto von Pietro Metastasio am Teatro San Samuele in Venedig.
- 07. Oktober: Die Oper Leucippo von Johann Adolph Hasse auf das Libretto von Giovanni Claudio Pasquini wird im Hoftheater Hubertusburg uraufgeführt.
- Nicola Calandra – Lo Barone Landolfo
- Geronimo Cordella – La Faustina
- Giuseppe de Majo – Il sogno d’Olimpia (Serenata; Libretto von Ranieri de’ Calzabigi nach Orlando furioso von Ludovico Ariosto; Uraufführung in Neapel)
- Jean-Philippe Rameau – Les Fêtes de l'Hymen et de l'Amour, (Uraufführung in Versailles)
- Giovanni Verocai – Temistocle in bando (Libretto von Pietro Metastasio; Uraufführung zur Wintermesse am Hoftheater in Braunschweig)

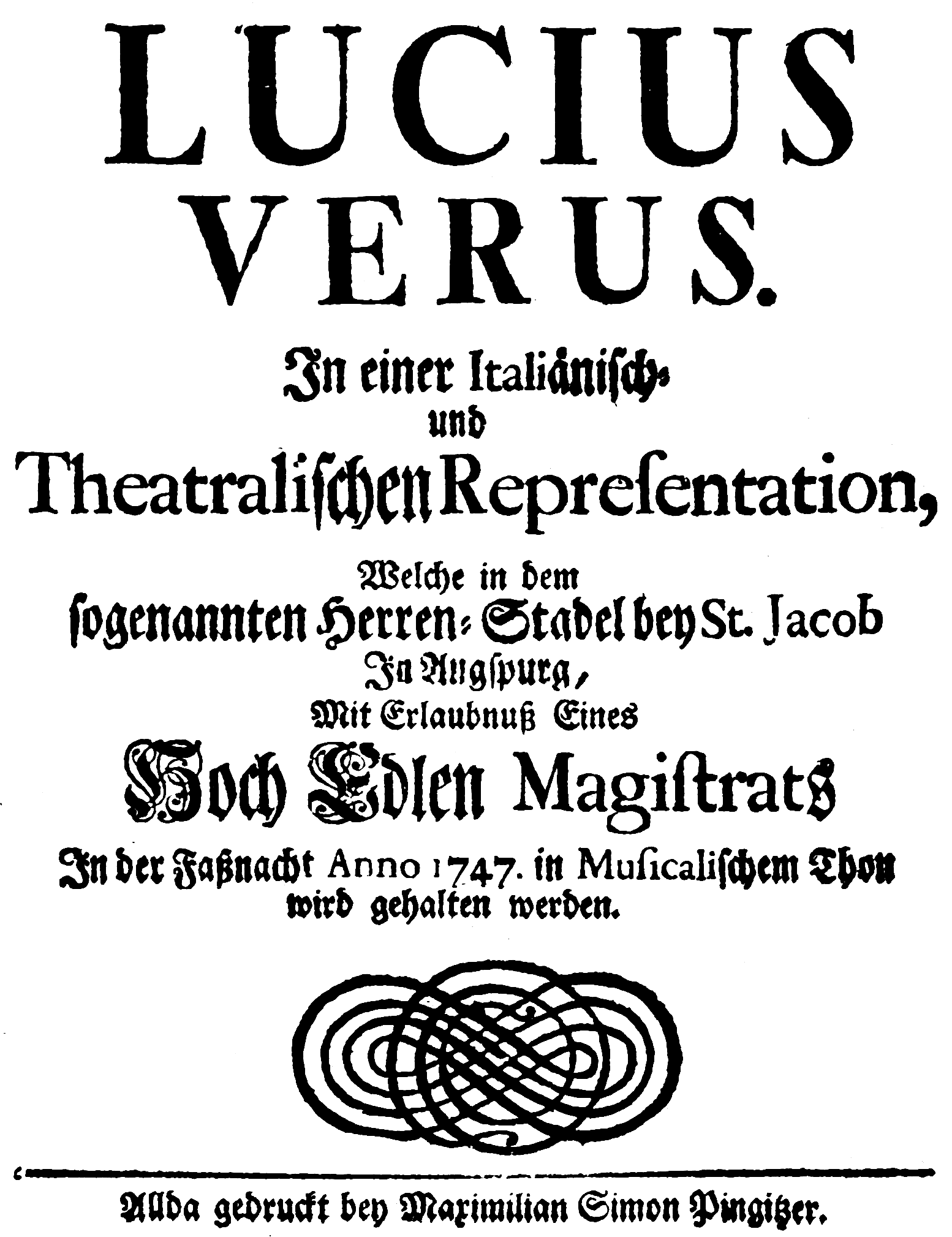
Anonym – Lucius Verus – Titelseite des Librettos – Augsburg 1747
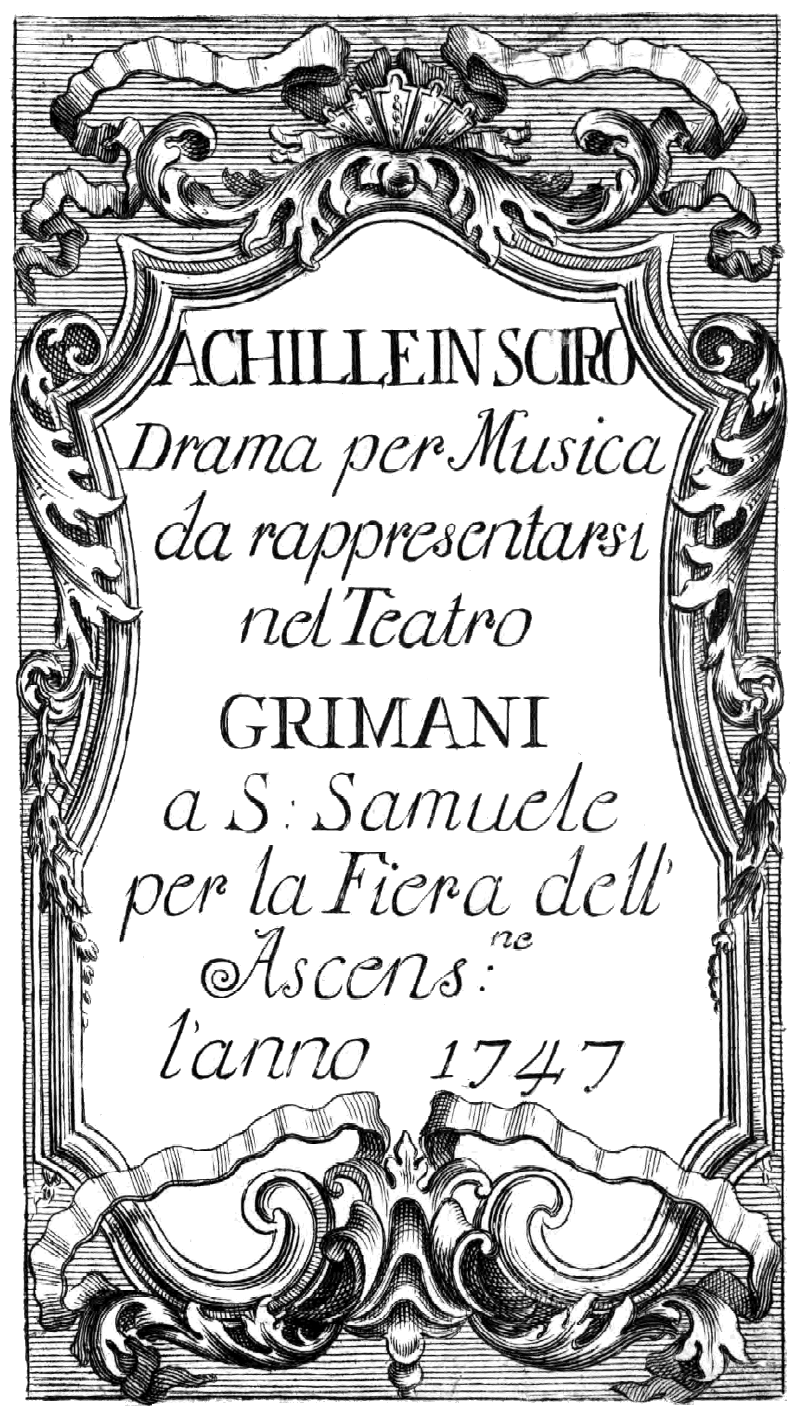
Giovanni Battista Runcher – Achille in Sciro – Titelseite des Librettos – Venedig 1747
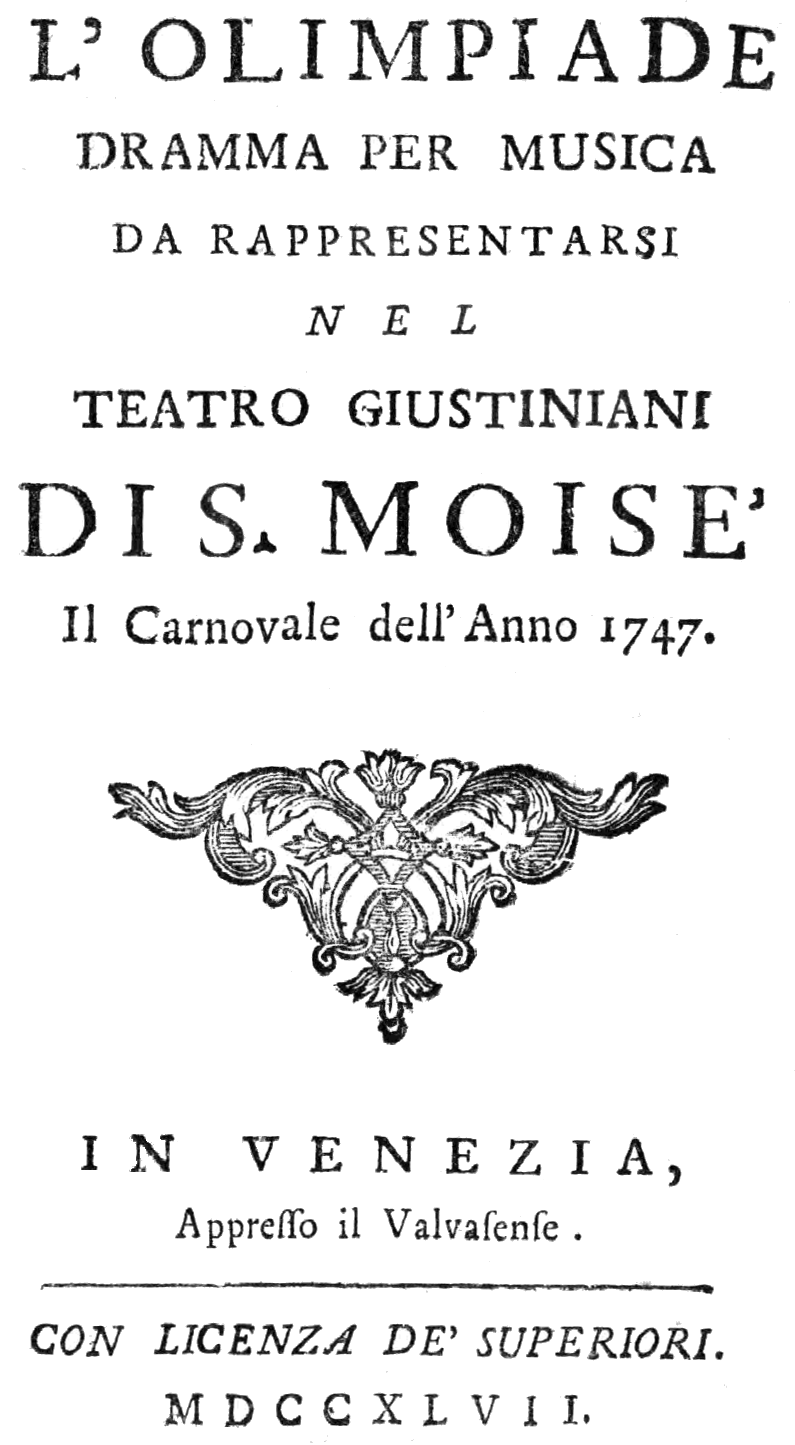
Giuseppe Scolari – L´Olimpiade – Titelseite des Librettos – Venedig 1747
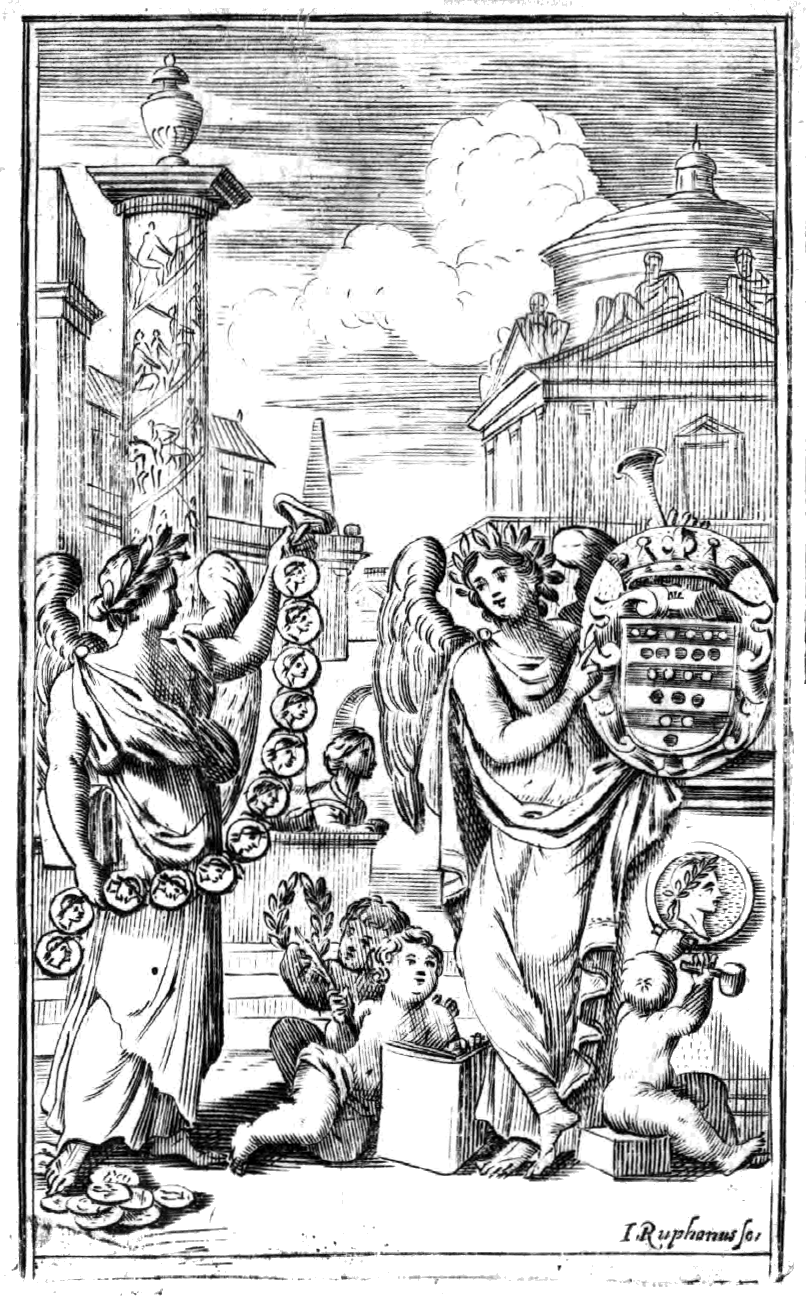
Giuseppe Scolari – L´Olimpiade – Bild aus dem Libretto – Venedig 1747
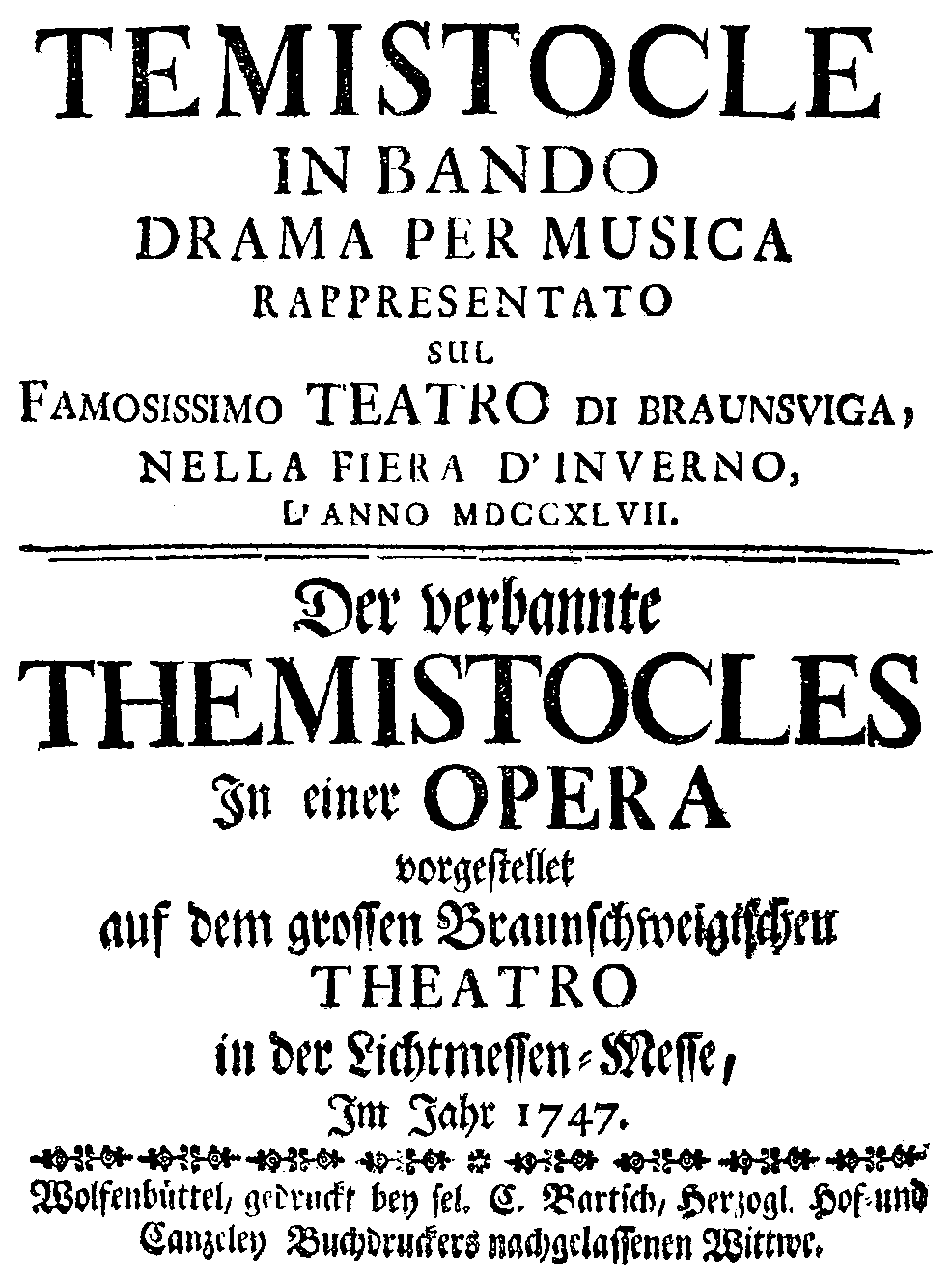
Giovanni Verocai – Temistocle in bando – Titelseite des Librettos – Braunschweig 1747

##### Oratorium
- 01. April: Das Oratorium Judas Maccabaeus von Georg Friedrich Händel hat seine Uraufführung am Theatre Royal in Covent Garden. Das Libretto stammt von Thomas Morell.

### Instrumentalmusik

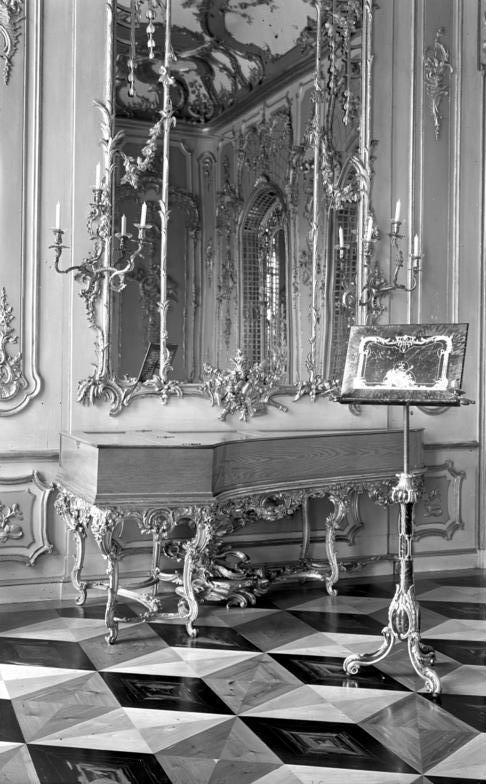
Von der großen Anzahl an Hammerflügeln, die Gottfried Silbermann angefertigt hat, sind nur drei erhalten. Einer befindet sich im Neuen Palais in Potsdam (Freiberg, 1747)

#### Konzerte
- Giuseppe Sammartini – 6 Concerti Grossi, op. 5

#### Kammermusik
- Carl Philipp Emanuel Bach – Triosonate in F-Dur (H.576)
- William Boyce – 12 Trio Sonatas

#### Gambe
- Antoine Forqueray – Pièces de viole mises en pièces de clavecin

#### Violine
- Willem de Fesch – 30 Duetti für 2 Violinen oder Flöten, op. 11 (London; Selbstverlag 1744 als The Musical Amusements)
- Jean-Marie Leclair – Second livre de sonates à deux violons sans basse, op. 12
- Giuseppe Tartini – L'arte del arco

### Tastenmusik

#### Cembalo
- Johann Sebastian Bach – Musikalisches Opfer (BWV 1079)
- Jean-Philippe Rameau – La Dauphine

#### Orgel
- Johann Sebastian Bach – Einige canonische Verænderungen über das Weynacht-Lied: Vom Himmel hoch da komme ich her (BWV 769)

### Vokalmusik

#### Weltlich
- Maria Teresa Agnesi – Il restauro d’Arcadia

### Lehrwerke
- Johann Mattheson – Behauptung der himmlischen Musik (Hamburg)

### Instrumentenbau

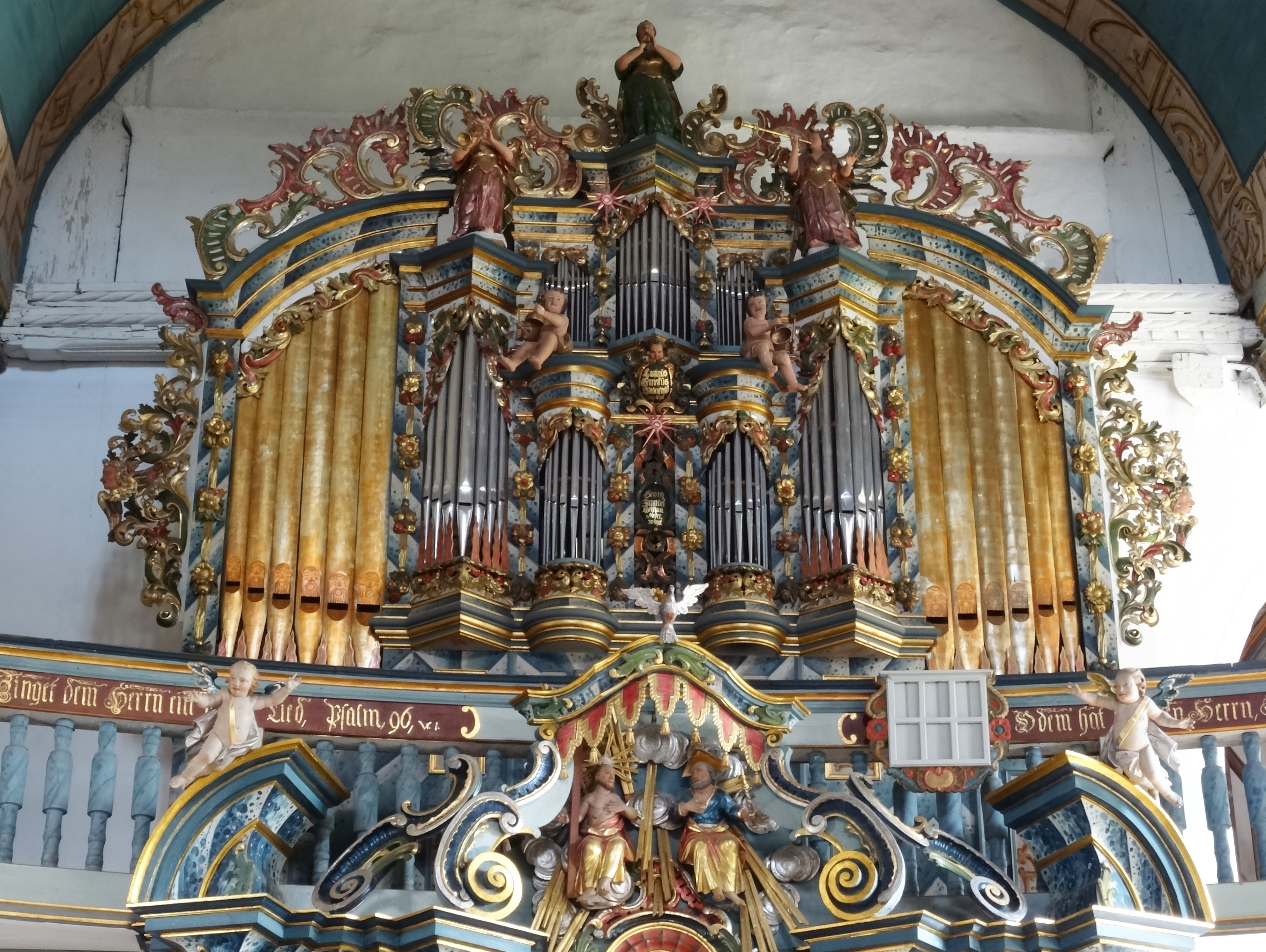
Die Orgel von Bettenhausen wurde 1747 von Johann Ernst Döring ursprünglich für Unterweid gebaut
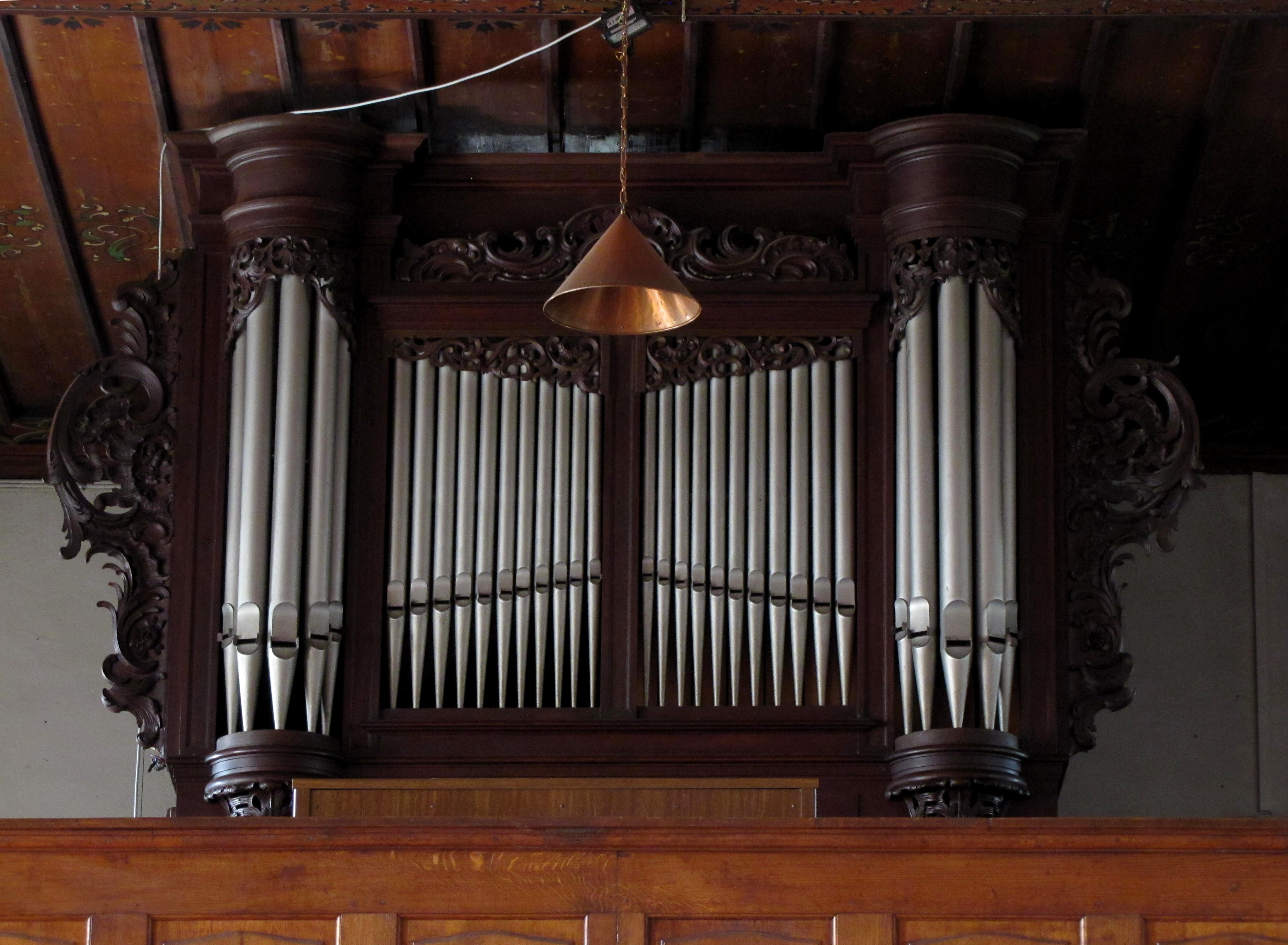
1747 fertiggestellte Orgel in der protestantischen Kirche in Balbronn
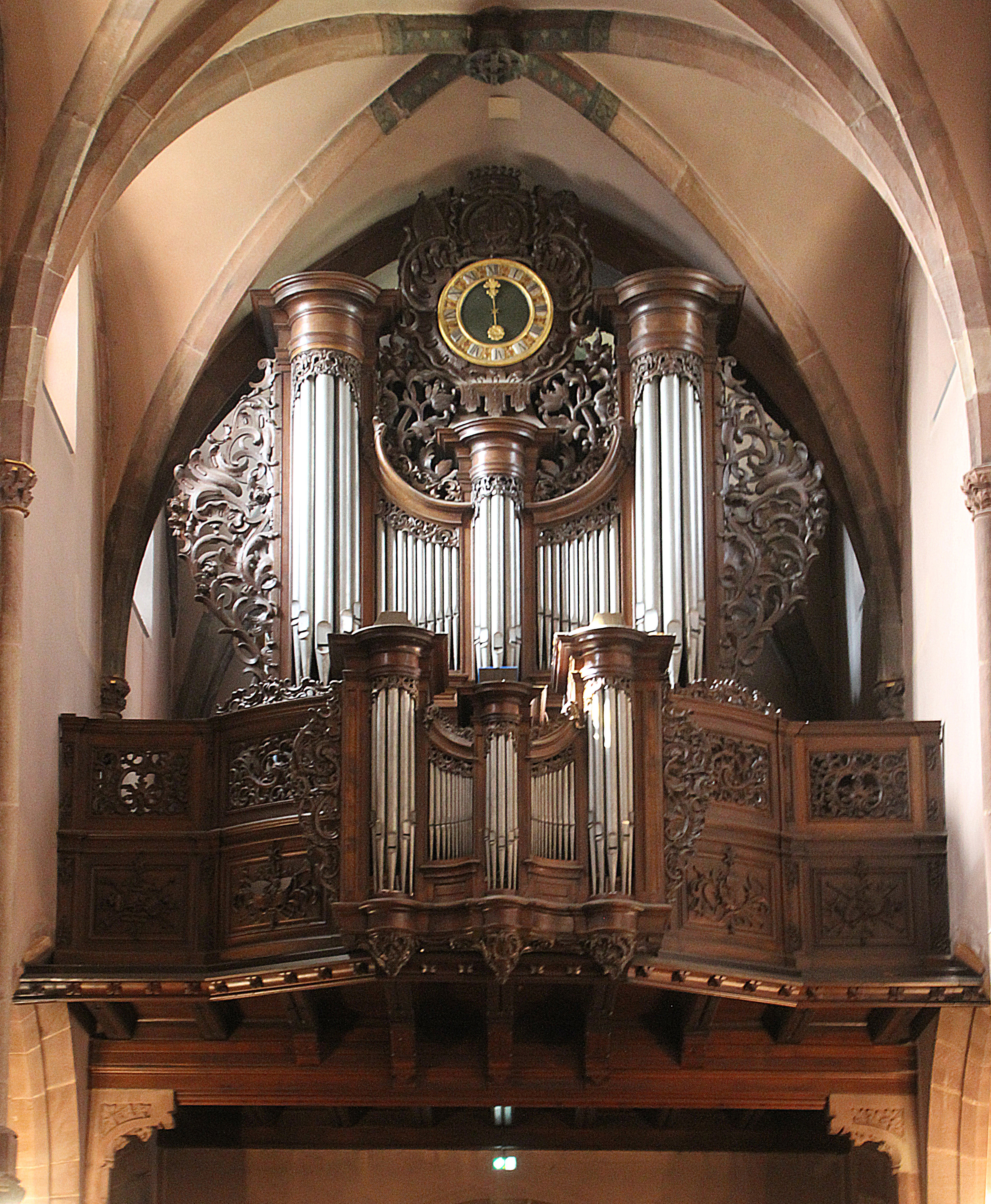
1747 fertiggestellte Orgel in der Kirche St. Nikolaus in Haguenau
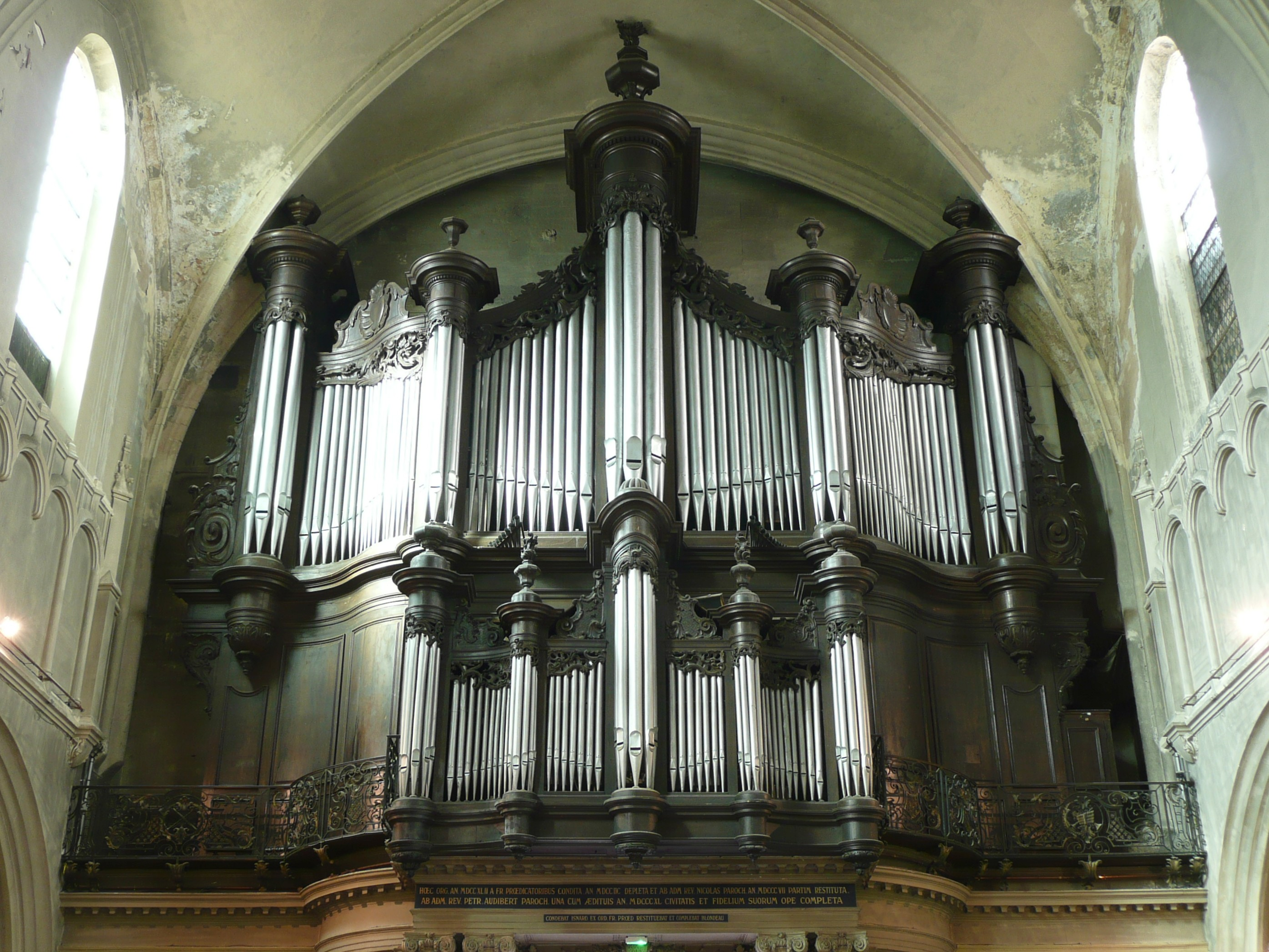
1747 fertiggestellte Orgel in der Kirch von Saint-Cannat
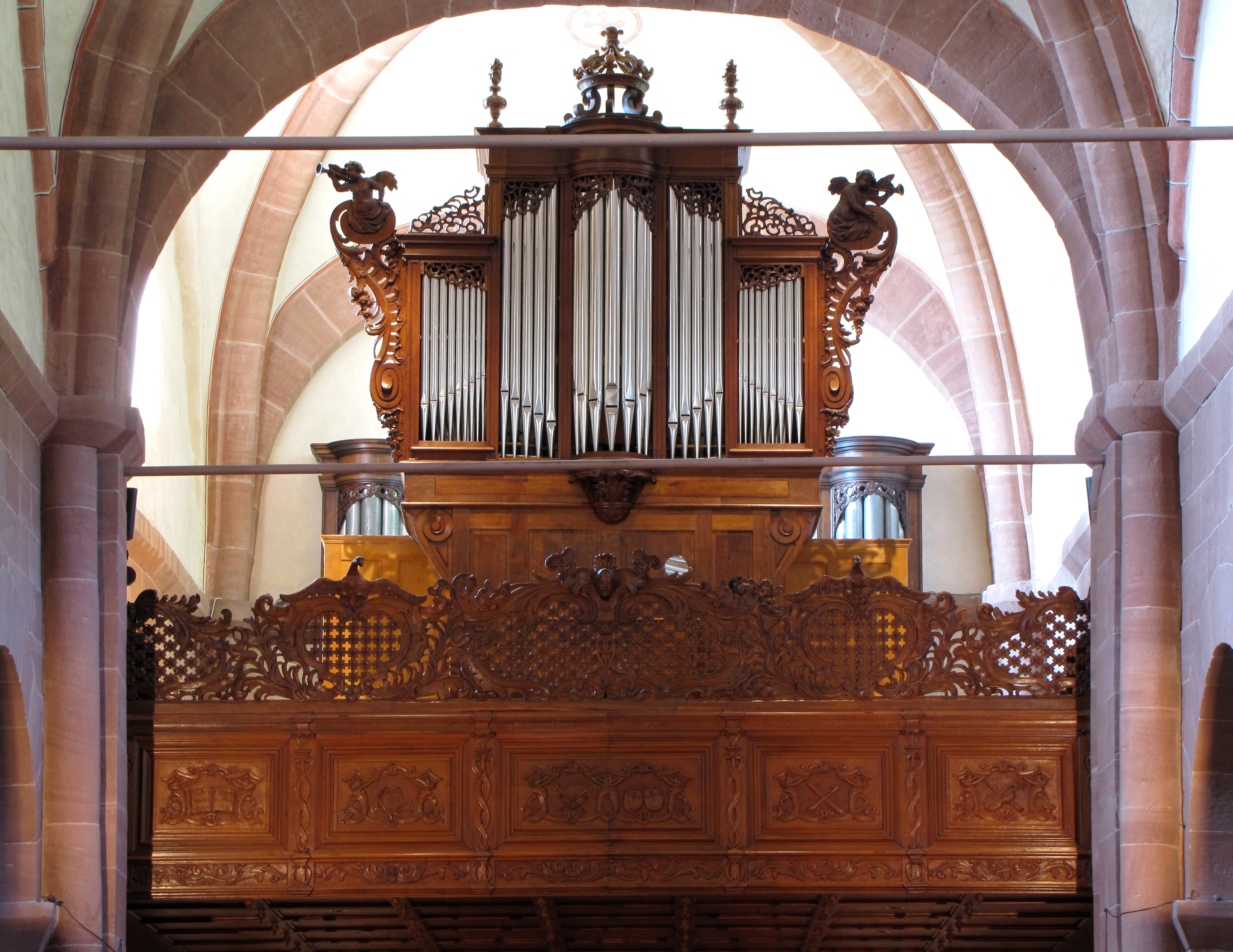
1747 fertiggestellte Orgel in der Kirche Saint-Jean-Baptiste in Saint-Jean-Saverne

## Geboren

### Geburtsdatum gesichert
- 17. Februar: Narcís Casanoves i Bertran, katalanischer Komponist, Organist und Benediktinermönch († 1799)
- 22. März: Manuel Canales, spanischer Violoncellist und Komponist († 1786)
- 29. März: Johann Wilhelm Häßler, deutscher Komponist und Organist († 1822)
- 30. März: Mathias Schou, luxemburgischer Musiker und Spielmann († 1824)
- 31. März: Johann Abraham Peter Schulz, deutscher Musiker und Komponist († 1800)
- 23. Juni: Johann Christian Wagner, deutscher Jurist und Kirchenlieddichter († 1825)
- 24. Juni: Johann Melchior Dreyer, deutscher Komponist († 1824)
- 26. Juni: Leopold Koželuh, böhmischer Komponist und Musikpädagoge († 1818)
- 18. Juli: Johann Absolon, böhmischer Musiker († 1810 oder 1816)
- 29. September: Józef Wybicki, kaschubisch-polnischer Politiker und Schriftsteller († 1822)
- 11. Oktober (getauft): Marian Paradeiser, niederösterreichischer Komponist und Benediktiner († 1775)
- 24. November: Felice Alessandri, italienischer Cembalist und Opernkomponist († 1798)
- 28. November: Franz Andreas Holly, böhmischer Komponist († 1783)
- 29. November (getauft): Giovanni Giornovichi, italienischer Violinvirtuose und Komponist († 1804)
- 18. Dezember: Johann Christoph Schröther der Ältere, deutscher Orgelbauer († 1822)

### Genaues Geburtsdatum unbekannt
- Iwan Chandoschkin, russischer Komponist († 1804)
- Friedrich Epp, deutscher Sänger († 1802)
- Gasparo Ghiretti, italienischer Komponist und Geiger († 1827)
- Ludwig Greß, österreichischer Orgelbauer († 1824)
- Michael Ehregott Grose, deutscher und dänischer Organist und Komponist sowie Musikpädagoge († 1795)
- Raynor Taylor, englischer Komponist, Organist und Musikpädagoge († 1825)
- François Tourte, französischer Bogenbauer († 1835)

## Gestorben

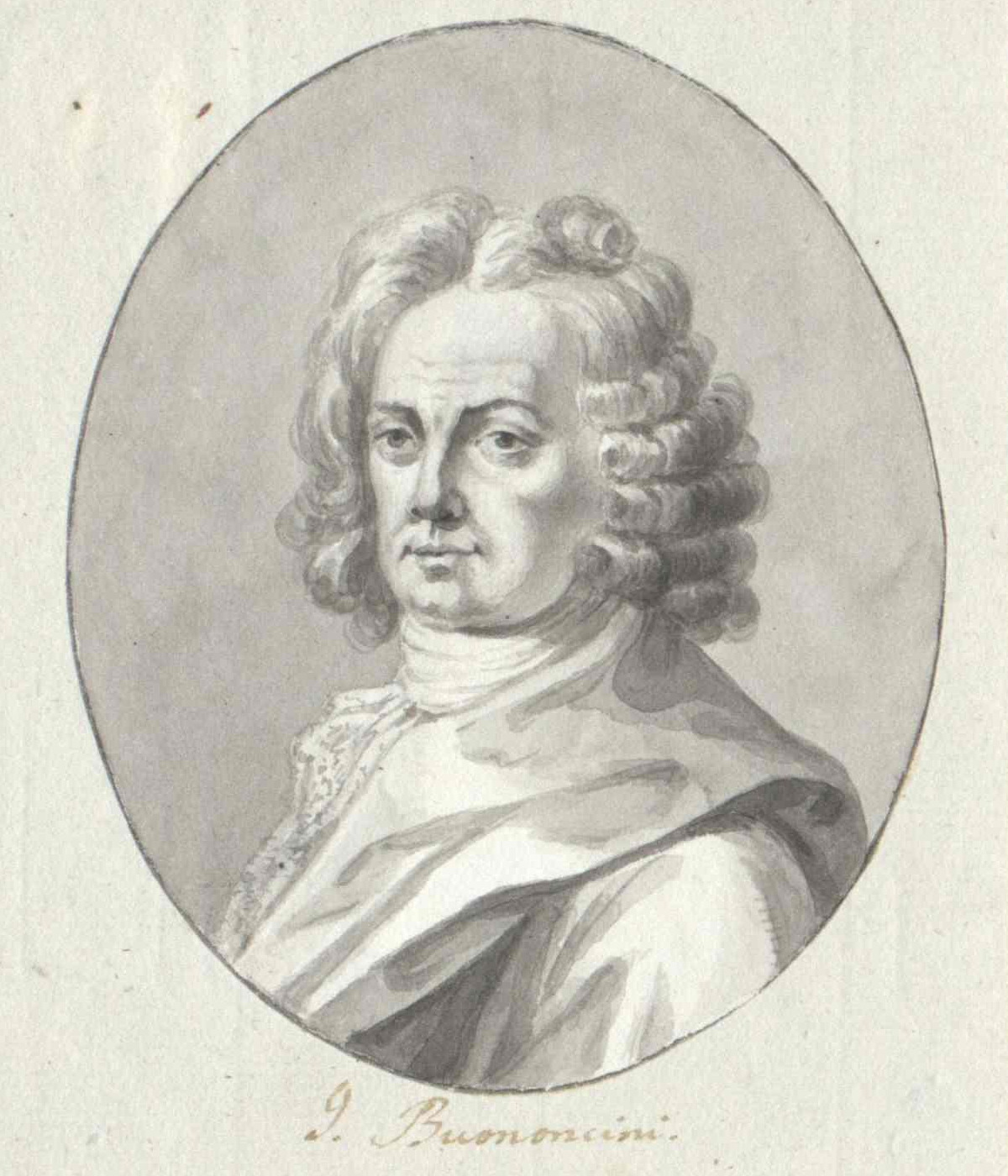
Giovanni Bononcini
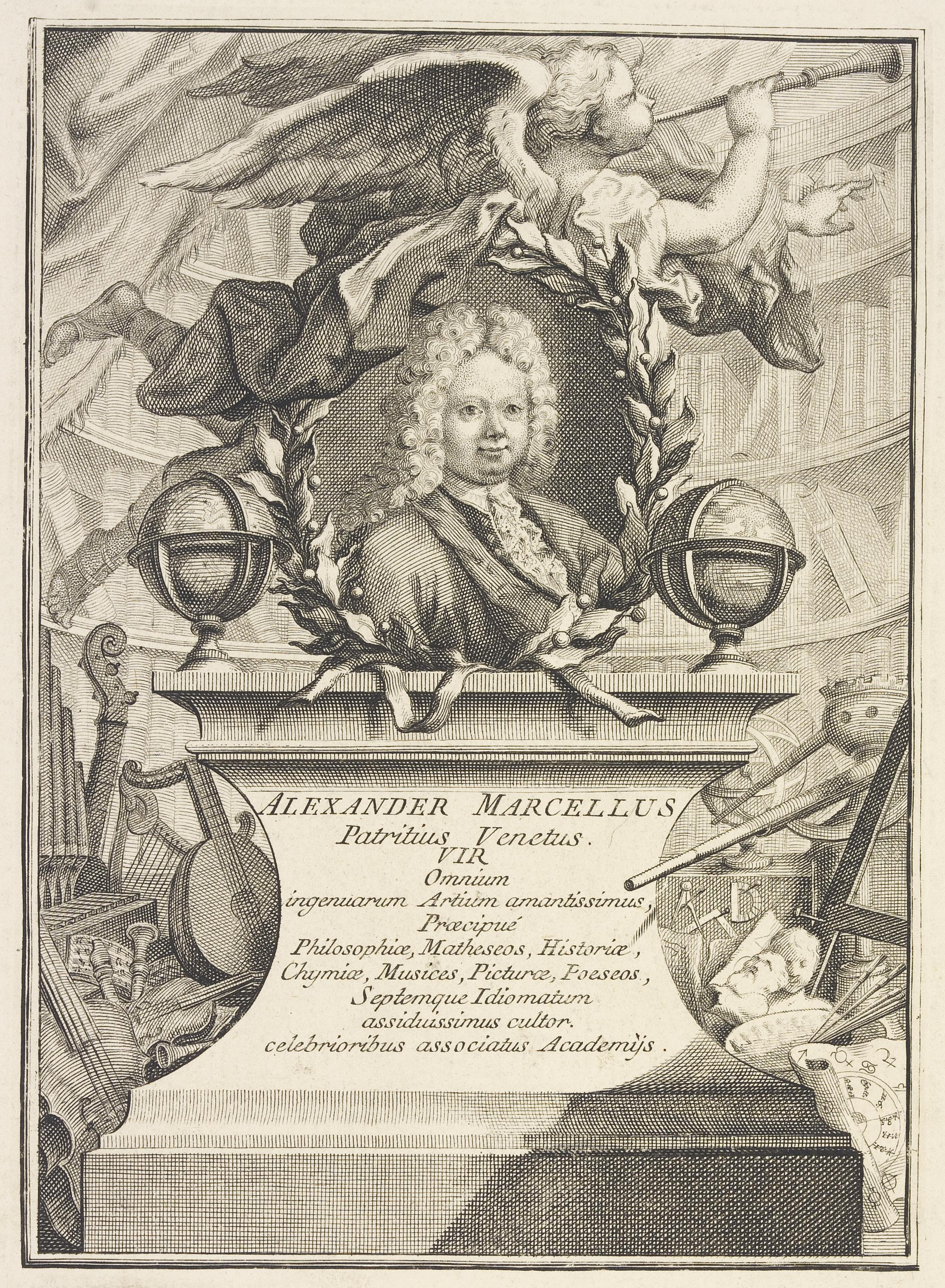
Alessandro Marcello
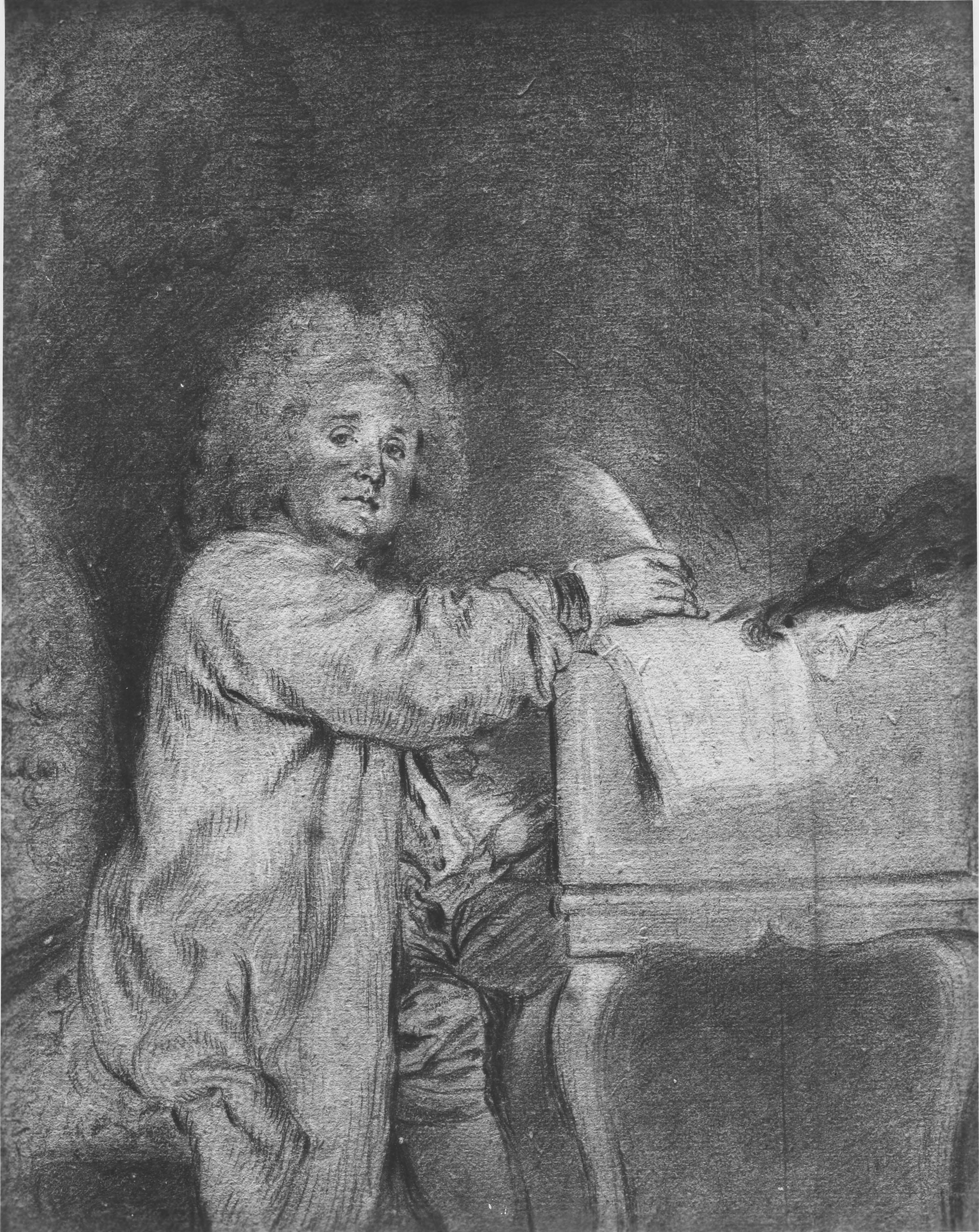
Jean-Ferry Rebel
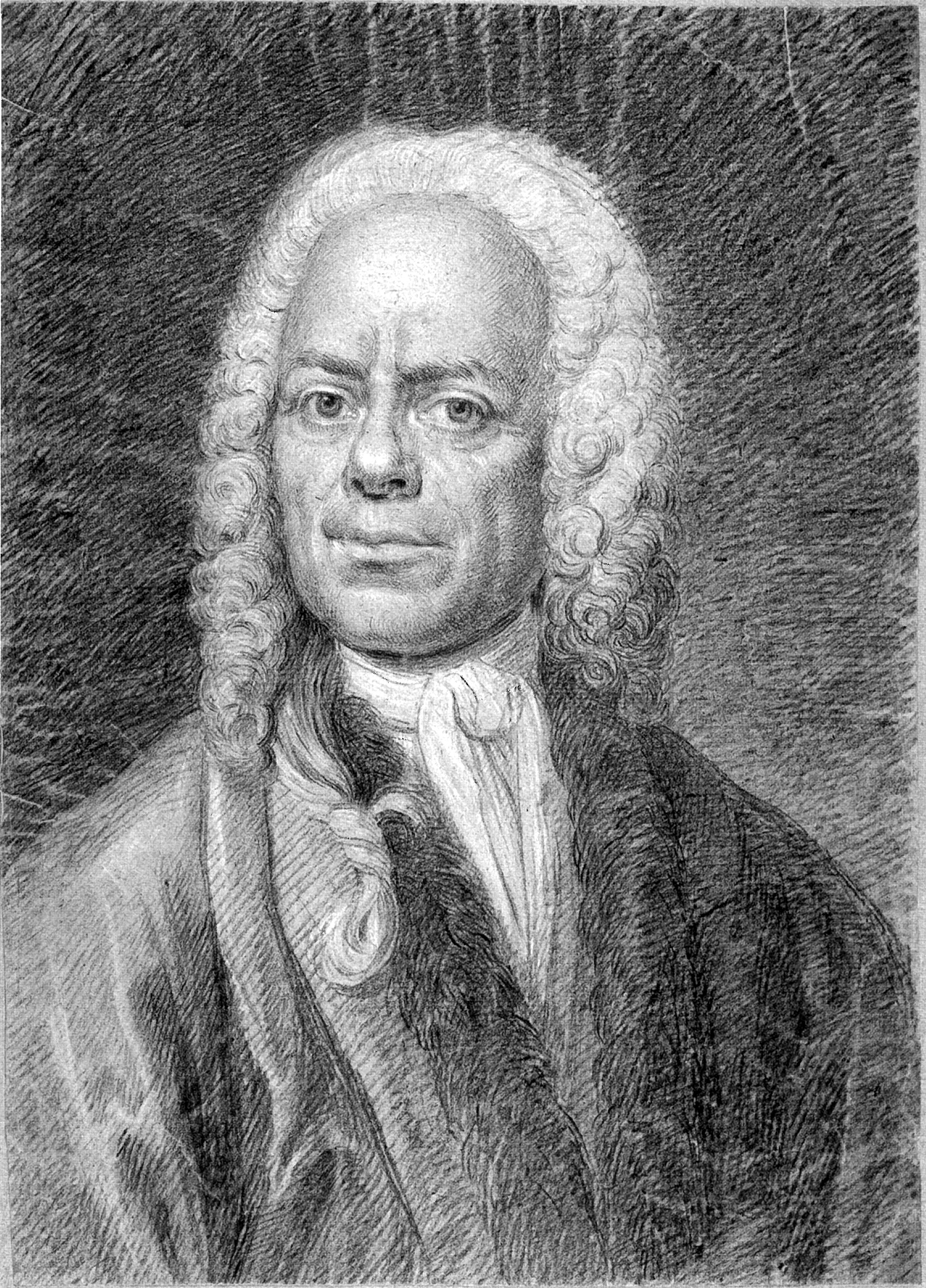
Johann Gotthilf Ziegler

### Todesdatum gesichert
- 02. Januar: Jean-Féry Rebel, französische Violinist und Komponist (* 1666)
- 18. Januar: Antonio de Literes, spanischer Komponist und Cellist (* 1673)
- 26. Februar: Johann Nicolaus Mempel, deutscher Kantor und Verfasser einer Abschrift zahlreicher Werke von Johann Sebastian Bach (* 1713)
- 22. April: Johann Michael Stumm, deutscher Orgelbauer (* 1683)
- 06. Juni: Jean-Baptiste Barrière, französischer Cellist und Komponist (* 1707)
- 19. Juni: Alessandro Marcello, italienischer Dichter, Komponist und Philosoph (* 1673)
- 28. Juni: Cyriakus Werner, österreichischer Orgelbauer (* vor 1725)
- 02. Juli: Johann Georg Mitterreither, österreichischer Orgelbauer (* vor 1709)
- 09. Juli: Giovanni Bononcini, italienischer Cellist und Komponist (* 1670)
- 12. Juli: Christian Heinrich von Watzdorf, sächsischer Hofbeamter, Domherr und Mäzen (* 1698)
- 24. August: Johann Georg Schröter, deutscher Orgelbauer (* 1683)
- 13. September: Johann Christoph Egedacher, Salzburger Orgelbauer (* 1666)
- 15. September: Johann Gotthilf Ziegler, deutscher Komponist und Organist (* 1688)
- 30. September: Johann Muthmann, deutscher lutherischer Theologe, Geistlicher und Kirchenlieddichter (* 1685)
- 21. Oktober: François Campion, französischer Theorbist, Komponist und Musiktheoretiker (* 1686)
- 26. Dezember: Christian Löber, deutscher evangelischer Geistlicher und Kirchenlieddichter (* 1683)

### Genaues Todesdatum unbekannt
- David Tecchler, deutscher Geigenbaumeister (* 1666)
- Francesc Valls, spanischer Komponist und Kapellmeister (* 1665 oder 1671)